# Haplobothynus
Haplobothynus is een geslacht van kevers uit de familie van de loopkevers (Carabidae). De wetenschappelijke naam van het geslacht is voor het eerst geldig gepubliceerd in 1901 door Tschitscherine.

## Soorten
Het geslacht Haplobothynus omvat de volgende soorten:
- Haplobothynus gounellei Tschitscherine, 1901
- Haplobothynus paranae Tschitscherine, 1901